# Blaesoxipha uncatoides
Blaesoxipha uncatoides är en tvåvingeart som beskrevs av Thomas Pape 1994. Blaesoxipha uncatoides ingår i släktet Blaesoxipha och familjen köttflugor.
Artens utbredningsområde är Montana. Inga underarter finns listade i Catalogue of Life.